# فرشته انوری
فرشته انوری (زاده ۱۳۵۶ ولایت کابل) سیاستمدار اهل افغانستان و نمایندهٔ مردم ولایت ننگرهار در دورهٔ شانزدهم مجلس نمایندگان است. وی در مجلس شانزدهم نمایندگان افغانستان عضو کمیسیون امور زنان، جامعهٔ مدنی و حقوق بشر است.

## زندگی‌نامه
فرشته انوری زادهٔ ۱۳۵۶ در ولایت کابل است. وی تحصیلات متوسطهٔ خود را در سال ۱۳۷۴ در بلخ به پایان برد و در سال ۱۳۸۲ سند فارغ‌التحصیلی خود را از دارالمعلمین سیدجمال‌الدین افغان در کابل کسب کرد. در سال ۱۳۸۵ از دانشگاه کاردان سند در اداره و منجمنت را کسب کرد.

## دیگر فعالیت‌ها
دیگر فعالیت‌های وی عبارتند از:
- معلم در دبیرستان/لیسه عبدالقاسم فردوسی (۱۳۸۲)
- مدیر اداری مؤسسه AGHCO.
- مسئول مالی اداره DHSA (۱۳۸۲)
- رئیس منابع بشری در مؤسسه ADA و رئیس دفتر ادارهٔ مستقل ارگان‌های محل (۱۳۸۵–۱۳۸۹)